# Maurice Dobb
Maurice Herbert Dobb, född 24 juli 1900 i London, död 17 augusti 1976 i Cambridge, var en brittisk nationalekonom. Hans skrifter i ekonomisk teori, planering och historia fick stor betydelse för etableringen och spridningen av marxistisk ekonomisk analys i den anglosaxiska världen.
Dobb utbildades vid den ansedda privatskolan Charterhouse School i Surrey, och började därefter studera historia vid Pembroke College vid universitetet i Cambridge 1919. Hans intresse för Karl Marx ekonomiska teorier gjorde dock att han snart övergick till att studera ekonomi vid London School of Economics, där han blev filosofie doktor i ämnet. 1920 blev Dobb en av de första akademikerna att ansluta sig till Storbritanniens kommunistiska parti, och från 1924 till sin död undervisade han i ekonomi vid universitetet i Cambridge. 
Mellan 1925 och 1928 vistades Dobb i Sovjetunionen, vilket resulterade i boken Russian Economic Development Since the Revolution (1928) som har beskrivits som en av de första seriösa redogörelserna för den ekonomiska omvandlingen i landet efter oktoberrevolutionen. 1937 utkom Political Economy and Capitalism, en kritik av neoklassisk nationalekonomi ur ett marxistiskt perspektiv. Studies in the Development of Capitalism ('Studier i kapitalismens utveckling', 1946) är en detaljrik redogörelse för övergången från feodalism till kapitalism, och har beskrivits som en av Dobbs mest fulländade ekonomihistoriska verk. Dobb gav även ut David Ricardos samlade verk i Storbritannien tillsammans med den italienske nationalekonomen Piero Sraffa.
1948 blev Dobb Fellow vid Trinity College vid universitetet i Cambridge. Bland de som studerade för honom kan nämnas Amartya Sen och Eric Hobsbawm. Som populärvetenskaplig författare var Dobb känd för sin förmåga att "på ett för alla begripligt sätt formulera komplicerade ekonomiska sammanhang", och flera av hans verk har översatts till svenska.